# Teresa Berganza
Pour les articles homonymes, voir Berganza.
Répertoire
Carmen
Le Barbier de Séville
Les Noces de Figaro
Teresa Berganza est une cantatrice (mezzo-soprano) espagnole née le 16 mars 1933 à Madrid et morte le 13 mai 2022 à San Lorenzo de El Escorial.

## Biographie
Teresa Berganza naît le 16 mars 1933 à Madrid. Elle étudie le piano et le chant avec Lola Rodríguez Aragón au Conservatoire de Madrid, où elle obtient le premier prix de chant  en 1954.
Remarquée par Gabriel Dussurget, alors directeur du Festival d'Aix-en-Provence, elle y débute en 1957 dans le rôle de Dorabella de Cosi fan tutte de Mozart.
Elle s'impose rapidement comme une interprète de référence des rôles de Cherubino (Les Noces de Figaro), Rosina (Le Barbier de Séville), Cenerentola et Carmen qu'elle incarne pour la première fois en 1977 au Festival international d'Édimbourg.
En 1979, elle incarne Zerlina dans le Don Giovanni filmé par Joseph Losey.
En 1982, elle reçoit la médaille d'or du mérite des beaux-arts par le ministère de l'Éducation, de la Culture et des Sports espagnol.
En 1983, elle se produit au Deutsche Oper Berlin. Devant le succès, elle est invitée à donner deux autres concerts l'année suivante puis, en 1985, quatre représentations de Carmen, dans le rôle-titre, et un récital. Elle y reviendra régulièrement notamment en octobre 1987 et en 1999.
Elle a donné de nombreux récitals en compagnie du pianiste Juan-Antonio Parejo à Londres, New York, Paris, Buenos Aires et Milan.
Récitaliste hors pair, pédagogue confirmée, Teresa Berganza poursuit sa carrière avec succès, tout en donnant des master classes et en formant une nouvelle génération de chanteurs. Parmi ses élèves de renom, on peut citer María Bayo et Jorge Chaminé.
Le 9 novembre 2018, elle reçoit la médaille d'or du cercle des Beaux-Arts d'Espagne pour l'ensemble de sa carrière.
Teresa Berganza meurt le 13 mai 2022 à l'âge de 89 ans, à San Lorenzo de El Escorial, près de Madrid,,. Elle est incinérée.

## Répertoire

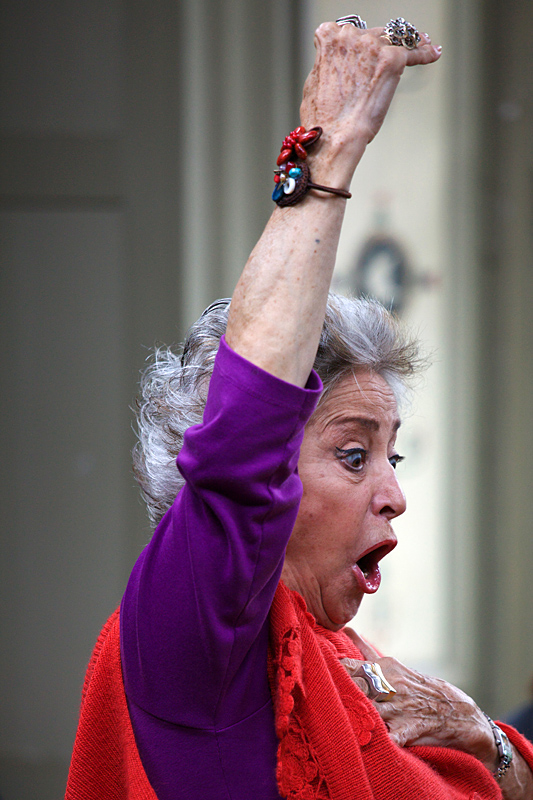
Teresa Berganza lors d'une master class en 2009.

## Distinctions
- 1982 : médaille d'or du mérite des beaux-arts du ministère de l'Éducation, de la Culture et des Sports
- 1991 : prix Prince des Asturies
- 1996 : Prix national de musique
- 2005 : chevalière dans l'ordre national de la Légion d'honneur[8]
- 2018: International Opera Award pour l'ensemble de sa carrière (2018)[9].

## Discographie sélective
- Georges Bizet : Carmen, Teresa Berganza (Carmen), Ileana Cotrubaș (Micaela), Plácido Domingo (don José), Sherrill Milnes (Escamillo), Ambrosian Singers, London Symphony Orchestra, Claudio Abbado (dir.) - Deutsche Grammophon, 1978
- Jacques Offenbach : La Périchole, Teresa Berganza (la Périchole), José Carreras (Piquillo), Gabriel Bacquier (don Andrès), chœur et orchestre du Capitole de Toulouse, Michel Plasson (dir.) - EMI Music, 1981
- Giovanni Pergolesi : Stabat Mater, Mirella Freni (soprano), Teresa Berganza (alto), solistes de l'orchestre Scarlatti de Naples, Ettore Gracis (dir.) - Archiv Produktion, 1972[10]
- Gioachino Rossini :
  - Il barbiere di Siviglia : Teresa Berganza (Rosina), Luigi Alva (Almaviva), Hermann Prey (Figaro), London Symphony Orchestra, Claudio Abbado (dir.) - Deutsche Grammophon, 1972
  - Cenerentola, Teresa Berganza (Cenerentola), Luigi Alva (don Ramiro), Renato Capecchi (Dandini), Paolo Montarsolo (don Magnifico), Scottish Opera Chorus, London Symphony Orchestra, Claudio Abbado (dir.) - Deutsche Grammophon, 1972
  - L'italiana in Algeri, Teresa Berganza (Isabella), Luigi Alva (Lindoro), Rolando Panerai (Taddeo), Fernando Corena (Mustafa), chœur et orchestre du Mai musical florentin, Silvio Varviso (dir.) - Decca, 1964

## Hommages
Herbert von Karajan l'aurait surnommée « la Carmen du siècle ».
Le 16 mars 2023, à l'occasion du 90e anniversaire de sa naissance, est inaugurée à Madrid devant le Théâtre de la Zarzuela la « Plazuela de Teresa Berganza ».